# Ficus glabristipulata
Ficus glabristipulata är en mullbärsväxtart som beskrevs av Berg. Ficus glabristipulata ingår i släktet fikonsläktet, och familjen mullbärsväxter. Inga underarter finns listade i Catalogue of Life.